# Middlesex County Cricket Club
Der Middlesex County Cricket Club repräsentiert die traditionelle Grafschaft Middlesex in den nationalen Meisterschaften im englischen Cricket.

## Geschichte

### Die Anfänge
Cricket in Middlesex wurde erstmals 1680 erwähnt. Das erste bekannte Spiel fand im Jahr 1707 in Holborn statt, das erste auftreten einer Mannschaft mit dem Namen Middlesex 1728. Die Gründung des County Cricket Clubs erfolgte am 2. Februar 1864 in der London Tavern. Eine herausragende Rolle spielte in der Anfangszeit des Clubs die Familie Walker aus Southgate, deren sieben Brüder zahlreiche Rollen im Verein übernahmen. Das erste First-Class Match der Mannschaft wurde im Juni desselben Jahres gegen Sussex gespielt. Nachdem der Club zahlreiche Spielstätten verwendet hatte, konnte 1877 der Lord’s Cricket Ground, der auch die Heimstätte des Marylebone Cricket Club ist, als neues Heim gewonnen werden. 1878 teilten sich der Club den Gewinn des inoffiziellen Vorläufers der County Championship, dem County Champion, mit Nottinghamshire und Yorkshire.

### Vor dem Ersten Weltkrieg

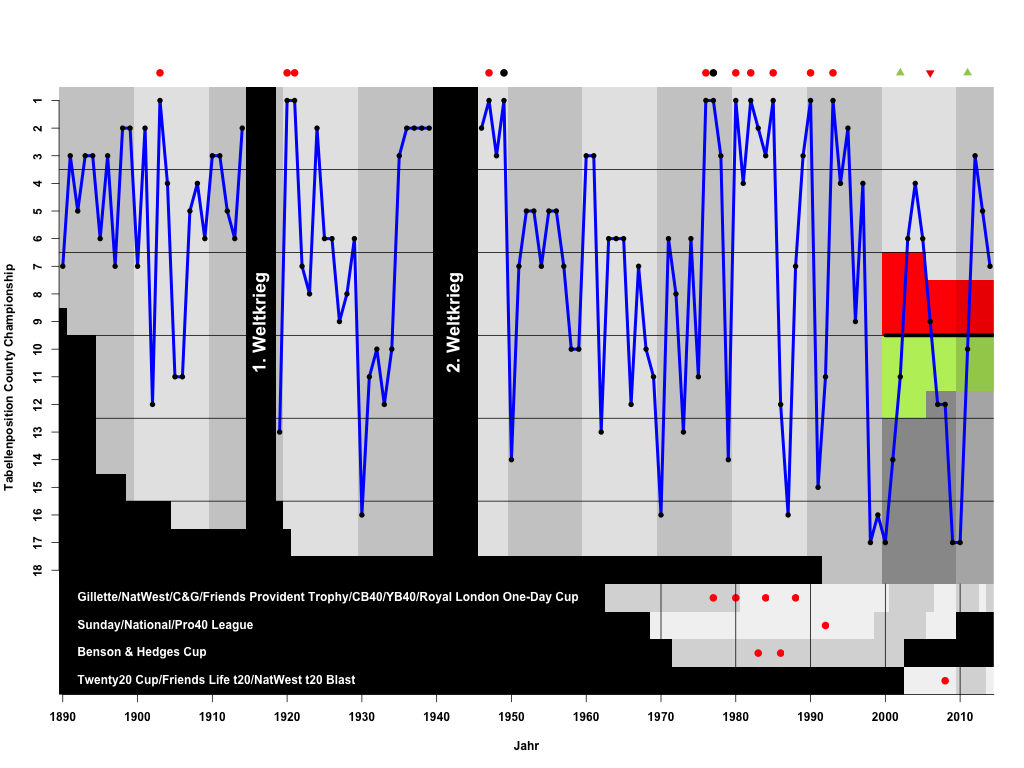
Performance des Middlesex County Cricket Club im First Class, One-Day und T20 Cricket in den nationalen englischen Wettbewerben.

Mit dem Beginn der County Championship 1890 gehörte Middlesex zu den besseren Teams im englischen Cricket. Man erreichte zahlreiche zweite und dritte Plätze, bevor 1903 erstmals die Meisterschaft gewonnen werden konnte. Das gute Abschneiden der Mannschaft konnte zumeist mit dem Sitz des Clubs in London erklärt werden, was zahlreiche Amateurspieler anzog. Allerdings war dieses auch der Grund, dass sich nur schwer ein festes Team etablieren konnte und so die Konsistenz fehlte. So fiel danach auch die Leistung des Teams in den Folgejahren ab und es konnte sich erst in der letzten Vorkriegssaison 1914 wieder ein zweiter Platz gesichert werden.

### Zwischen den Kriegen
Nach dem Ersten Weltkrieg gelang 1920 und 1921 jeweils der Gewinn der Meisterschaft. Spieler die zu dieser Zeit das Team dominierten waren Kapitän Pelham Warner, Batsmen Patsy Hendren und Bowler Jack Hearne. In der zweiten Hälfte der 1920er Jahre und zum Beginn der 1930er Jahre musste das Team zahlreiche Rückschläge hinnehmen und stürzte so in die zweite Tabellenhälfte ab. Erst Mitte der 1930er Jahre gelang der Mannschaft die Etablierung in der Tabellenspitze und so gelangen zwischen 1936 und 1939 vier aufeinanderfolgende zweite Plätze.

### Nach dem Zweiten Weltkrieg
Die Nachkriegszeit startete abermals verheissungsvoll. So gelang 1947 der Titelgewinn und zwei Jahre später 1949 die geteilte Meisterschaft mit Yorkshire. Was zunächst wie der Beginn einer Dominanz anmutete verwandelte sich anschließend in eine ernsthafte Krise. In den 1950er bis Mitte der 1970er Jahre konnte die Mannschaft sich nur selten auf den vorderen Plätzen platzieren und war zumeist in der unteren Tabellenhälfte anzutreffen. Hervorstechende spieler der Zeit waren Fred Titmus und John Murray.

### Die goldenen Jahre
Der Erfolg kehrte zurück mit der Ernennung von Mike Brearley zum Kapitän. Er übernahm 1971 diese Rolle und konnte zunächst 1975 gute Ergebnisse in den One-Day Wettbewerben erzielen. 1976 gelang dann der erste County Cricket Titel nach 26 Jahren. Es war der Beginn einer goldenen Era für den Club. Schon im Folgejahr 1977 konnte man sich den Titel erneut, dieses Mal mit Kent, teilen. 1977 erfolgte der Gewinn des Gillette Cups der 1980 wiederholt werden konnte. 1980 und 1982 konnte dann abermals die County Cricket Meisterschaft errungen werden. Mit letzterem Titel trat Mike Brearley zurück und Mike Gatting übernahm die Kapitänsrolle. Dieser führte das Team weiter zu zahlreichen Erfolgen. Der Benson & Hedges Cup wurde 1983 gewonnen, die NatWest Trophy 1984. 1985 erfolgte der nächste Gewinn der County Championship. Weitere One-Day Trophy Siege 1986 und 1988 machten die 1980er Jahre für die Mannschaft zu einer sehr erfolgreichen Zeit. Mit Hilfe von Mark Ramprakash und Angus Fraser wurde dann auch noch einmal die County Championships 1990 und 1993 gewonnen, bevor es dann abermals deutliche Rückschläge gab.

### Bis in die heutige Zeit
Die Krise des Clubs setzte in allen Formen des Spiels ein. 1992 war mit dem Gewinn der National League der letzte One-Day Titel geholt worden und in der County Championship wurde man zum Tabellenende hin durchgereicht. Mit der Einführung der zwei Divisionen in der County Championship 2000 war man deshalb in die zweite Division einsortiert worden. 2002 gelang der Aufstieg in die erste Division, die jedoch 2006 wieder verlassen werden musste. 2008 gelang nach Jahren ohne Titel erstmals der Gewinn des Twenty20 Cups und 2011 mit dem Gewinn der zweiten Division der County Championship der erneute Aufstieg in die Erstklassigkeit.

## Stadion
Das Heimstadion des Clubs ist der Lord’s Cricket Ground in London. Daneben wird der Uxbridge Cricket Club Ground und der Old Deer Park in Richmond (London) genutzt.

## Erfolge

### County Cricket
Gewinn der County Championship (10+2 geteilt): 1903, 1920, 1921, 1947, 1949 (geteilt), 1976, 1977 (geteilt), 1980, 1982, 1985, 1990, 1993
Gewinn der zweiten Division (1): 2011

### One-Day Cricket
Gilette/NatWest/C&G Trophy/FP Trophy (1963–2009) (4): 1977, 1980, 1984, 1988
Sunday/National/Pro40 League (1969–2009) (1): 1992
Benson & Hedges Cup (1972–2002) (2): 1983, 1986
ECB 40/Clydesdale Bank/Yorkshire Bank 40 (2010–2013) (0): -
Royal London One-Day Cup (2014-heute) (0): -

### Twenty20
Twenty20 Cup/Friends Life t20/NatWest t20 Blast (1): 2008

## Statistiken

### Runs
Die meisten Runs im First-Class Cricket wurden von den folgenden Spielern erzielt:
| Spieler         | Spielzeiten | Runs   |
| --------------- | ----------- | ------ |
| Elias Hendren   | 1907–1937   | 40.302 |
| Michael Gatting | 1975–1998   | 28.411 |
| John W. Hearne  | 1909–1936   | 27.612 |
| John Robertson  | 1937–1959   | 27.088 |
| William Edrich  | 1937–1958   | 25.738 |

### Wickets
Die meisten Wickets im First-Class Cricket wurden von den folgenden Spielern erzielt:
| Spieler        | Spielzeiten | Runs  |
| -------------- | ----------- | ----- |
| Fred Titmus    | 1949–1982   | 2.361 |
| John T. Hearne | 1912–1938   | 2.093 |
| John W. Hearne | 1909–1936   | 1.438 |
| James Sims     | 1929–1952   | 1.257 |
| John Emburey   | 1973–1995   | 1.250 |